# TopTen
TopTen é uma gravadora estoniana que foi fundada em 1998. A gravadora faz sucesso nas paradas dos países bálticos, principalmente com a banda de rock Vanilla Ninja, que é o artista mais bem sucedido da gravadora.